# Pulwama (Distrikt)
Der Distrikt Pulwama (Urdu ضلع پلوامہ) ist ein Verwaltungsdistrikt im indischen Unionsterritorium Jammu und Kashmir.
Pulwama liegt zentral im Kaschmirtal, 20 km südlich von Srinagar.
Im Jahr 2007 wurde der westliche Teil des damaligen Distrikts herausgelöst und bildet seitdem den neu gegründeten Distrikt Shopian.
Der Sitz der Distriktverwaltung befindet sich in der Stadt Pulwama.

## Verwaltung
Der Distrikt Pulwama hat vier Tehsils:
Awantipora, Pampore, Pulwama und Tral.
Der Distrikt ist außerdem in fünf Blöcke gegliedert: Tral, Keller, Pampore, Pulwama und Kakapora. Jeder Block besitzt eine Reihe von Panchayats.

## Politik
Der Distrikt Pulwama hat vier Wahlkreise: Tral, Pampore, Pulwama und Rajpora.

## Bevölkerung
Nach der Volkszählung von 2011 hat der Distrikt Pulwama 560.440 Einwohner. Damit liegt er auf Platz 537 von 640 Distrikten in Indien. Der Distrikt hat 598 Einwohner pro Quadratkilometer. Sein Bevölkerungswachstum von 2001 bis 2011 war 29,18 %. Der Distrikt hat eine Geschlechterverteilung von 913 Frauen auf 1000 Männer. Die Alphabetisierungsrate betrug 63,48 %.